# زنبق النهار الليموني

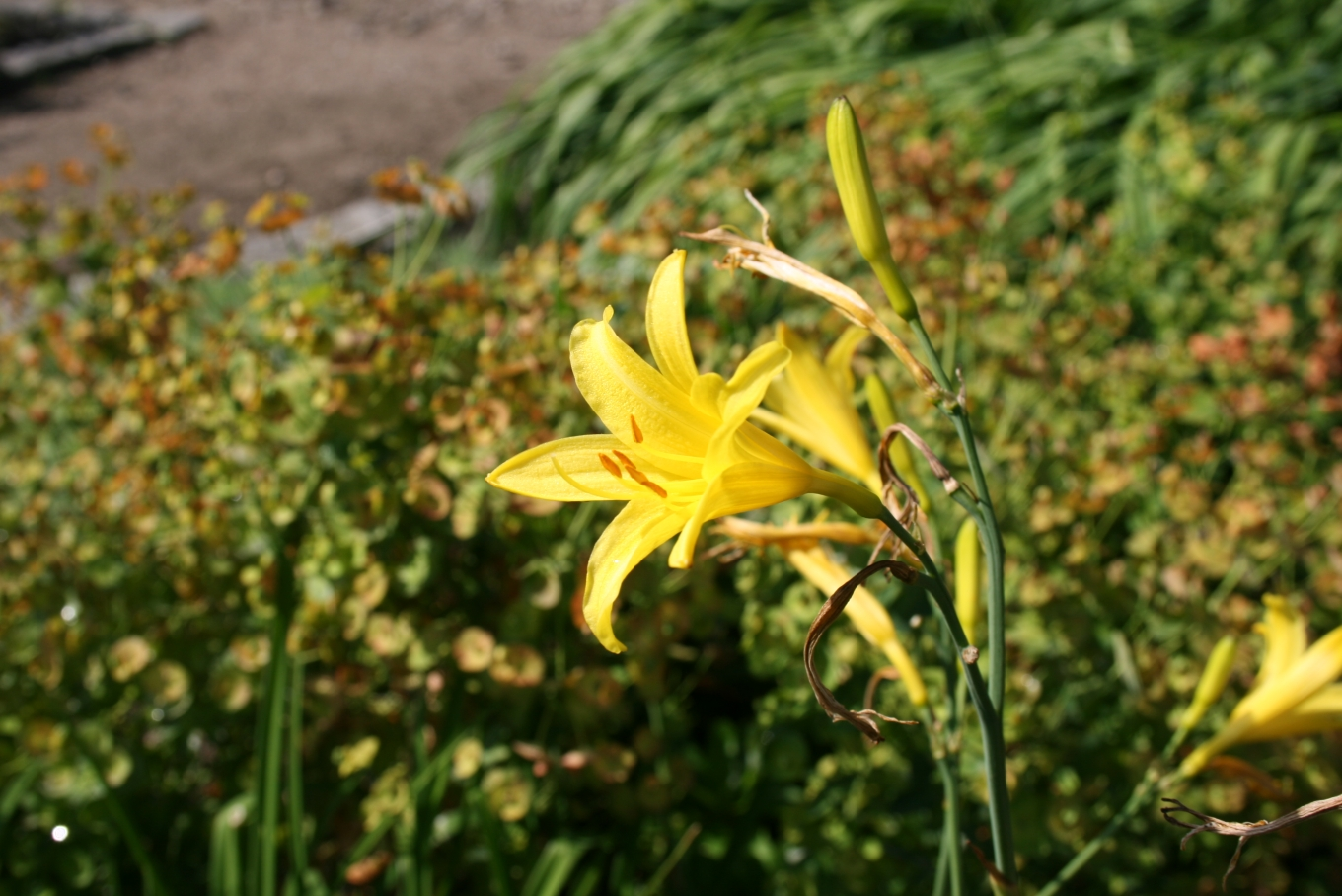
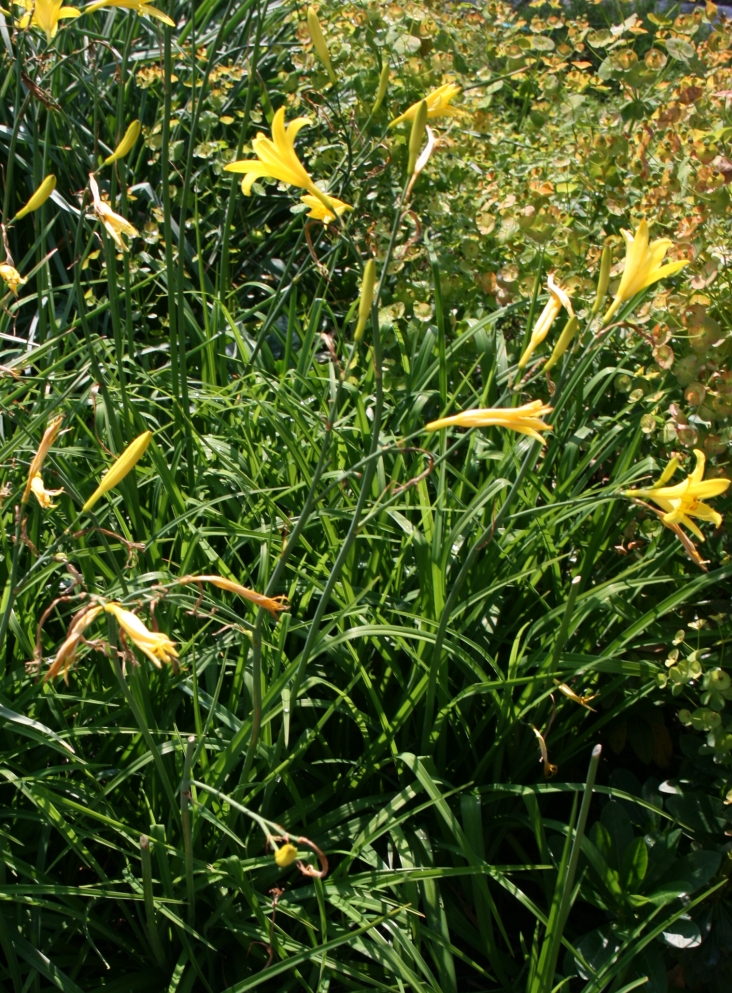
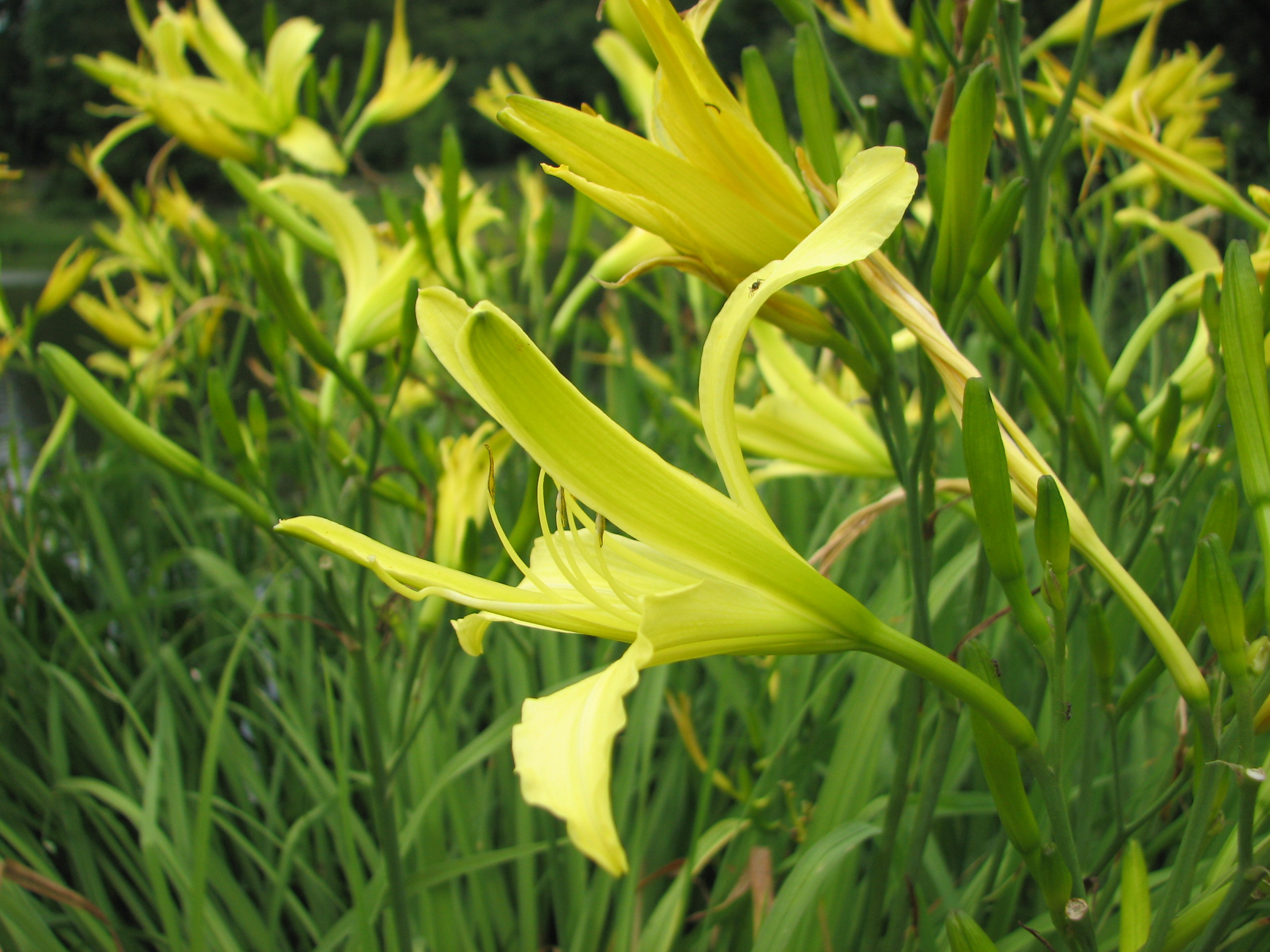

زنبق النهار الليموني[بحاجة لمصدر] (الاسم العلمي: Hemerocallis citrina) هو نوع من النباتات يتبع جنس زنبق النهار من الفصيلة المصفورية.